# Bernhard Gerhardt
Bernhard Gerhardt (ur. 17 grudnia 1893, zm. lipiec 1963) – niemiecki inżynier układów naprowadzania rakiet, pracownik Peenemünde; jeden z najdłużej (do 1957) przetrzymywanych przez ZSRR inżynierów niemieckich.
Przed dołączeniem do niemieckiego programu rakietowego pracował w firmie IG Farben, w dziale chemii i gazów. W rakietnictwie zaczął udzielać się jeszcze w latach 20. XX wieku, w Dreźnie lub Berlinie. Został przeniesiony do ośrodka Peenemünde krótko po jego otwarciu. Na początku był prawdopodobnie szefem logistyki, co tłumaczyłoby jego przydomek Beschwerde Fuehrer - „szef od narzekań”. Potem został zaangażowany do rozwoju systemów kierowania rakiet V1 i V2. Posiadał najwyższe przepustki w ośrodku i co miesiąc składał przed Hitlerem sprawozdania z postępu prac w ośrodku.
Po bombardowaniu Karlshagen, 13 sierpnia 1943, w którym zginął jego najlepszy przyjaciel (Walter Thiel, dyrektor działu rozwoju silników w Peenemünde) i jego rodzina, został zaproszony przez Wernhera Von Brauna do zamieszkania w zamku Buggenhagen, gdzie mieszkał Von Braun z rodziną. Mieszkał tam do kwietnia 1945. 
Gerhardt nadal pracował w Peenemünde po przejęciu go przez Armię Czerwoną. W nocy najpewniej z 22 na 23 października 1946 został zatrzymany przez sowiecką żandarmerię wojskową, która pozwoliła mu jedynie pożegnać się z rodziną. Gerhardt trafił do podmoskiewskiej Chimki, gdzie pracował w biurze konstrukcyjnym Głuszki, OKB-456. Figurował tam jako inżynier, pracownik działu konstrukcyjnego nr 61. Mimo że niemal wszystkich niemieckich inżynierów wypuszczono w 1953, Gerhardt był przetrzymywany w Związku Radzieckim do 1957. Pozwolono powrócić mu do Niemiec z powodów zdrowotnych. Gerhardt uzyskał pozwolenie na wjazd do Niemiec Zachodnich, gdzie odnalazł swoją rodzinę (która przeprowadziła się do Berlina, a potem do Itzehoe).